# Belasco Theatre
Il Belasco Theatre è un teatro di Broadway, sito nel distretto di Midtown Manhattan.

## Storia
Il teatro, progettato da George Keister, aprì al pubblico il 16 ottobre 1907 con il nome di Stuyvesant Theatre. Il teatro fu progettato per ospitare musicals e fu costruito con la tecnologia più all'avanguardia per messe in scena complesse che richiedevano più scenografie ed effetti speciali. Nel 1910 David Belasco ribattezzò il teatro con il proprio nome e una leggenda urbana vorrebbe che il fantasma del celebre impresario infesti ancora il teatro e che se lo spettro viene visto durante la sera della prima allora lo spettacolo in scena avrà successo.
Nel corso del suo secolo di storia, il Belasco Theatre ha ospitato le prime di Broadway di numerosi musical e opere teatrali di successo, tra cui A Raisin in the Sun (1959), American Buffalo (1977) e Ain't Misbehavin' (1981), oltre ad avere in cartellone apprezzati revival di The Rocky Horror Show (1975), Amleto con Ralph Fiennes (1995), La dodicesima notte di Mark Rylance (2012) e Lo zoo di vetro con Sally Field (2017).